# 芬兰少女

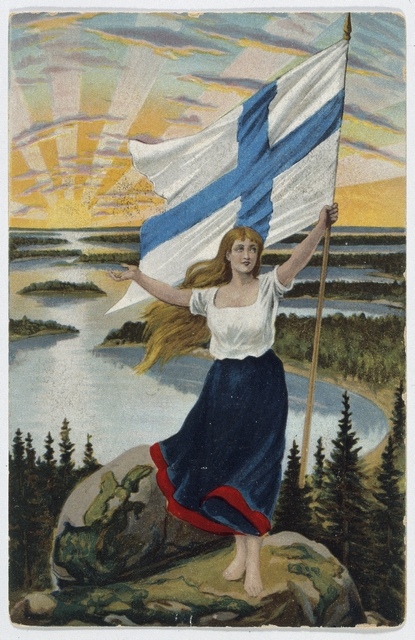
1906年明信片上芬兰少女的形象

芬兰少女（芬蘭語：Suomi-neito）是芬兰的拟人化象征。芬兰少女是一个有着金发碧眼、身穿民族服饰的年轻女性。此象征是在19世纪末期开始流行起来。开始时作为芬兰象征的女性名为“奥拉”（Aura，取名于位于图尔库市的奥拉河），但后来开始使用“芬兰少女”的称呼。
芬兰少女也可以指芬兰国境线的形状，在地图上看芬兰有点像伸长两个手臂、身穿裙子的女性。在1921至1944年间当佩察莫省还属于芬兰时，芬兰少女曾有两个手臂。而现今只剩下一个手臂了，该地区现今也有拉普兰手臂地区之称。

## 圖集

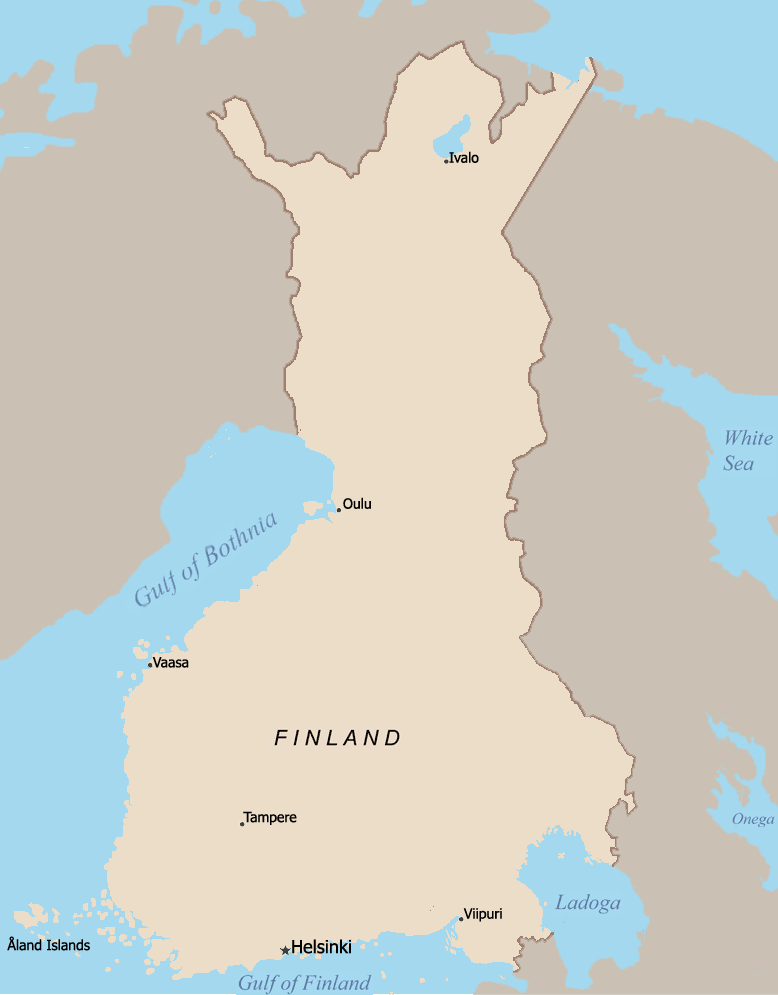
1920至1940年代时的芬兰地图
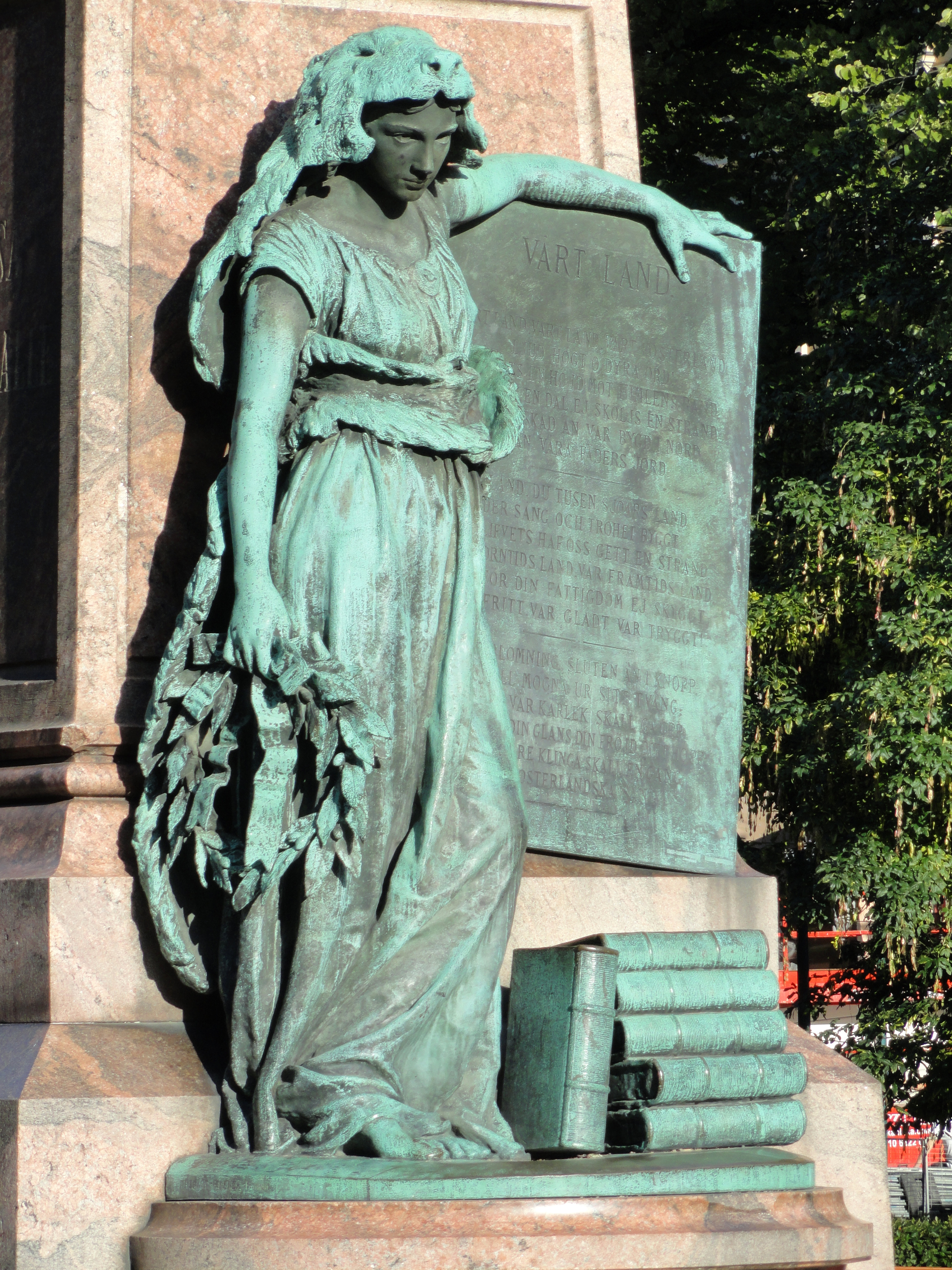
在约翰·卢德维格·鲁内贝里铜像前，芬兰少女手举《我们的国家》的歌词
在埃德瓦尔德·伊斯托（英语：Edvard Isto）画的名为《攻击》的油画中，俄国双头鹰正攻击芬兰少女，从她手中撕毁法典，此画创作在始于1899年的芬兰俄国化时期